# Finn Ronne
Finn Ronne (en noruego: Finn Rønne; 20 de diciembre de 1899–12 de enero de 1980) fue un explorador antártico estadounidense de origen noruego.

## Biografía
Finn Ronne nació en Horten (Vestfold, Noruega).  Su padre, Martin Rønne (1861–1932), fue un explorador polar que formó parte de la exitosa expedición de Roald Amundsen al polo sur. Ronne estudió ingeniería en la Escuela Técnica de Horten.
In 1923, Finn Ronne emigró a los Estados Unidos, y obtuvo la nacionalidad en 1929. Después de trabajar en la empresa eléctrica Westinghouse durante unos años, participó en dos de las expediciones de Richard E. Byrd al polo sur, entre 1933 y 1935 y de nuevo entre 1939 y 1940. En esta segunda expedición, en calidad de oficial ejecutivo, contribuyó a descubrir cerca de 1000 millas (1600 km) de costa.
Después de servir durante varios años en la Armada de Estados Unidos, en la que obtuvo el rango de capitán, Ronne regresó a la Antártida en los años 1940 en la Expedición de Investigación Antártica Ronne (en inglés: Ronne Antarctic Research Expedition, RARE), con apoyo financiero de la Sociedad Geográfica Estadounidense. Esta expedición, entre 1946 y 1948, cartografió y exploró la línea de costa del mar de Weddell y estableció numerosos registros históricos. Ronne recorrió 3600 millas (5800 km) mediante esquíes y trineo tirado por perros, más que ningún otro explorador de la historia. Su mujer Edith Ronne lo acompañó en esta expedición como historiadora y corresponsal para la North American Newspaper Alliance. Ella y la mujer del piloto jefe Jennie Darlington fueron las primeras mujeres que pasaron el invierno en la Antártida.
En los años 1950, la Armada organizó la Operación Deep Freeze para completar la cartografía de la Antártida y establecer centros de investigación científica. Ronne fue el director científico y militar de una base científica del mar de Weddell.
A lo largo de su vida, escribió varios libros sobre la Antártida y muchos artículos científicos sobre la investigación antártica. Recibió tres medallas y numerosas distinciones militares por su servicio y por su contribución a la exploración geográfica y al avance de la ciencia. Fue galardonado con la Medalla de San Olaf por el Rey de Noruega. Tras su muerte en 1980 en Bethesda (Maryland, Estados Unidos), Ronne fue enterrado en la sección 2 del Cementerio Nacional de Arlington.
En su honor, The Explorers Club otorga el Galardón en Memoria de Finn Ronne (Finn Ronne Memorial Award) para premiar a individuos destacados en materia de exploración polar.

## Obras
- Antarctic Conquest (1949) (junto con L. Sprague de Camp, sin acreditar)
- Antarctic Command (1958)
- Ronne Expedition to Antarctica (1970)
- Antarctica, My Destiny (1979)

## Fuente
- Esta obra contiene una traducción  derivada de «Finn Ronne» de Wikipedia en inglés, publicada por sus editores bajo la Licencia de documentación libre de GNU y la Licencia Creative Commons Atribución-CompartirIgual 4.0 Internacional.

A su vez, el artículo original está basado en Biography: Captain Finn Ronne.  Naval Historical Center Archivado el 2 de octubre de 2013 en Wayback Machine. (en inglés).